# Virtuelle Fachbibliothek Musikwissenschaft
Die Virtuelle Fachbibliothek Musikwissenschaft, kurz ViFaMusik, war ein von der Deutschen Forschungsgemeinschaft (DFG) gefördertes Projekt zur Bereitstellung von Quellen und Materialien für Musik und Musikwissenschaft.
Im März 2020 wurde die Virtuelle Fachbibliothek Musikwissenschaft offiziell abgeschaltet und durch das Online-Portal musiconn – Für vernetzte Musikwissenschaft ersetzt.

## Organisation
Die Virtuelle Fachbibliothek Musikwissenschaft wurde von 2005 bis 2013 bei der Bayerischen Staatsbibliothek zusammen mit dem Staatlichen Institut für Musikforschung in Berlin und der Gesellschaft für Musikforschung auf- und ausgebaut. Seit 2014 war sie Bestandteil des an der Bayerischen Staatsbibliothek (BSB) beheimateten „Fachinformationsdienst Musikwissenschaft“.
Neben den beteiligten Institutionen war die musikwissenschaftliche Fach-Community eng in die Weiterentwicklung der ViFaMusik eingebunden. Dazu diente ein Beirat für den Fachinformationsdienst Musikwissenschaft.

## Angebote der ViFaMusik

### Die ViFaMusik-Suche
Ein zentrales Angebot der ViFaMusik war die Metasuche, bei der mit einer Suche in vielen verschiedenen Datenquellen gleichzeitig gesucht werden konnte, u. a. in den Musikbeständen von renommierten europäischen Musikbibliotheken in Berlin, Leipzig, London, München und Wien, in der RISM-Datenbank, in Inhaltsverzeichnissen von einschlägigen Zeitschriften und in sorgfältig ausgewählten Internetressourcen.

### Fachinformationsführer und Webarchivierung von Internetressourcen
Im ViFaMusik-Fachinformationsführer wurden knapp 3.000 musikwissenschaftlich relevante Internetressourcen erschlossen und über eine eigene Browsing- und Suchoberfläche bereitgestellt. Seit 2014 wird eine Teilmenge dieser Webseiten inkl. deren Unterseiten nach Einholung einer entsprechenden Genehmigung des Rechteinhabers zweimal pro Jahr kopiert und langzeitarchiviert. Die archivierten Webseiten sind im Katalog der Bayerischen Staatsbibliothek verzeichnet und unveränderbar.

### Digitale Sammlungen
In der Rubrik „Digitale Sammlungen“ wurde eine Vielzahl von digitalen musikwissenschaftlichen Angeboten verschiedener Institutionen aufgelistet.

### Dokumentenserver
Im ViFaMusik-Dokumentenserver wurden mit URNs versehene born-digital-Dokumente und Retrodigitalisate publiziert und durch die BSB langzeitarchiviert.

### Experten- und Institutsdatenbank
Die Expertendatenbank enthielt knapp 1000 musikwissenschaftliche Experten aus dem deutschsprachigen Raum. Die Pflege dieser Daten oblag den Experten selbst. Über die eindeutige Nummer der Gemeinsamen Normdatei (GND) waren die Experteneinträge mit den Literaturlisten aus der Deutschen Nationalbibliothek, dem Bibliotheksverbund Bayern und der Bibliographie des Musikschrifttums (BMS online) verknüpft. In der ViFaMusik-Institutsdatenbank waren knapp 200 musikwissenschaftliche und musikpädagogische Institute im deutschsprachigen Raum aufgelistet.

### RIdIM
Das „Répertoire International d'Iconographie Musicale“ (RIdIM) ist ein internationaler Verbund zur Verzeichnung und Erschließung von Musik- und Tanzdarstellungen im Bereich der bildenden Kunst und des Kunsthandwerks. Im Rahmen des ViFaMusik-Projektes wurde eine Weboberfläche zur Präsentation der Daten der deutschen RIdIM-Arbeitsstelle aufgebaut.

### RISM-OPAC
Das „Répertoire International des Sources Musicales“ (RISM) hat das Ziel, möglichst umfassend und weltweit die musikalischen Quellen (vor allem handschriftliche und gedruckte Noten) zu dokumentieren. Die Implementierung des RISM-OPAC wurde hauptsächlich durch Projektmittel der ViFaMusik finanziert. Die RISM-Daten waren als Datenquelle in die ViFaMusik-Suche eingebunden. Außerdem stehen die RISM-Daten als Linked Open Data im MARC-XML-Format und im RDF-Format auf einer Unterseite des RISM-OPAC zur Verfügung.

### Handwörterbuch der musikalischen Terminologie
Die ViFaMusik stellte das Handwörterbuch der musikalischen Terminologie (HmT) inkl. Volltextsuche online bereit und hat es in die ViFaMusik-Suche eingebunden. Sämtliche Artikel des HmT wurden gescannt, mit OCR bearbeitet und mit einer speziellen Präsentationsform versehen. Jede einzelne Seite besaß einen persistenten Link und war somit zitierfähig. In der Vollansicht eines HmT-Artikels wurden zudem sämtliche im Text erkannte selbständige, musiktheoretische Publikationen vor 1900 angezeigt. Wenn diese online als Digitalisate frei verfügbar waren, wurde der Benutzer mittels stabilem Link zu diesen Digitalisaten weitergeleitet.

### Audiosammlung
Die Audiosammlung der ViFaMusik war eine Zusammenstellung von verschiedenen Internetressourcen mit relevanten Audio-Inhalten. Sie war gegliedert in Tondokumente, Datenbanken & Archive, Dokumentationen, Sprachaudios, Apps, Radio, Film, Streaming und Experimentelles.

### Themenportale
Die ViFaMusik bot allen Fachgruppen der Gesellschaft für Musikforschung die Möglichkeit, Themenportale in der ViFaMusik zu erstellen und zu pflegen.

### Rezensionen
- Henry Hope: „Review of Virtual Library of Musicology (ViFaMusik)“, Music Theory Online, Vol. 20, No 3 (September 2014)
- Heather Platt: „Electronic Resource Review: Virtual Library of Musicology“, Nineteenth-Century Music Review, Vol. 10, No 2 (December 2013), S. 359–364. doi:10.1017/S1479409813000372.